# Tog (unidad)
El tog es una medida de aislamiento térmico de una área de unidad, también conocida como resistencia térmica. Se utiliza generalmente en la industria textil y se ve a menudo citada, por ejemplo, en edredones y refuerzo de alfombra.
El Instituto Shirley en Mánchester, Inglaterra, desarrolló el tog como una alternativa fácil-de-seguir  a la unidad del SI de m2⋅K/W. El nombre proviene la palabra informal togs para 'ropa', la cual probablemente derivada de la palabra toga, una prenda romana y también utilizada por los jueces.
El coeficiente  de unidad básica de aislamiento es el RSI, (1 m2⋅K/W). 1 tog = 0,1 RSI. Existe también una unidad de ropa en los EE. UU., el clo, equivalente a 0.155 RSI o 1.55 tog, descrito en ASTM D-1518.
Un tog es 0,1 m2⋅K/W. En otras palabras,, la resistencia térmica en togs es igual a diez veces menos la diferencia de temperatura (en °C) entre las dos superficies de un material, cuándo el flujo de calor es igual a un vatio por metro cuadrado.
Los edredones británicos se venden en intervalos de 1,5 togs desde 4,5 togs (verano) a 16,5 togs (extra-caliente).  Los valores declarados son  valores mínimos, los reales  puede ser hasta 3 togs más altos. Estos valores togs suponen que no hay funda de edredón añadida que pueda atrapar el aire y que el durmiente está sin ropa; la ropa de dormir (pijamas) y otras capas similares pueden hacer una diferencia significativa para los valores tog más bajos. 
| Verano ligero duvet:           | 3.0 - 4.5 tog   |
| Peso de otoño/primavera duvet: | 7.5 - 10.5 tog  |
| Peso de invierno duvet:        | 12.0 - 13.5 tog |

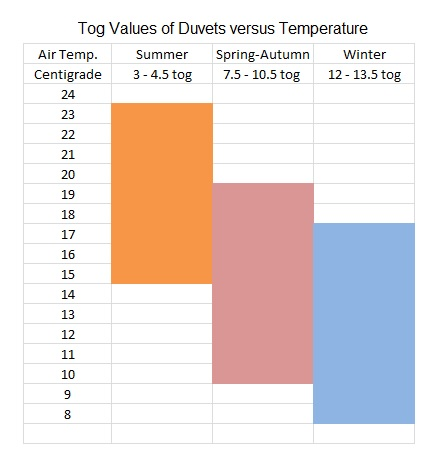
Índices de comodidad del adulto en contra temperatura.

Unos cuantos fabricantes han comercializado conjuntos de edredones combinados consistentes en dos edredones; uno de aproximadamente 4,5 togs y otro de aproximadamente 9,0 togs. Estos pueden ser utilizados individualmente tanto en verano (4,5 tog), como en otoño/primavera (9,0 tog). Cuándo se ponen juntos utilizando los botones de presión alrededor de los bordes, o cintas de Velcro alrededor de cada de las esquinas,  se convierte en  edredón de invierno de 13,5  togs y se puede utilizar de esta forma en todas las  estaciones.
El tog también se utiliza para definir las propiedades térmicas del refuerzo de alfombra.

## Testaje
Lanzado en la década de 1940s el Instituto Shirley, el Tógmetro Shirley es el aparato estándar para valorar la resistencia térmica de textiles, generalmente conocida como Prueba Tog. Este aparato, descrito en el estándar BS 4745:2005, mide una muestra de textil, tanto entre dos platos de metal (para ropa interior) o entre un plato de metal y el aire libre (para capas exteriores).
Cada industria tiene sus propios métidos y especificaciones técnicas  medir las propiedades térmicas.  El Tógmetro es inadecuado para adredones debido a que la gran escala  de su constitución acolchada lo hace poco práctico para obtener una muestra representativa de medida adecuada.  El BS5335 describe el aparato para la prueba tog de edredón. Este consta de un plato de metal de al menos 1000 mm x 600 mm a temperatura de piel (33 °C), preparado para soportar el edredón entero y de un mecanismo para medir la temperatura del aire por encima del edredón. Esto requiere un control muy preciso del entorno de laboratorio para conseguir resultados fiables.
BS 8510 describe la prueba tog para productos de bebé, siendo la preocupación principal aquí asegurar que las criaturas  no se calientan en exceso, con un índice tog máximo  de aproximadamente 4.